# Топчийско
Топчийско (болг. Топчийско) — село в Болгарии. Находится в Бургасской области, входит в общину Руен. Население составляет 871 человек (2022).

## Политическая ситуация
В местном кметстве Топчийско, в состав которого входит Топчийско, должность кмета (старосты) исполняет Хасан Осман Демир (Движение за права и свободы (ДПС)) по результатам выборов правления кметства.
Кмет (мэр) общины Руен — Дурхан Мехмед Мустафа (Движение за права и свободы (ДПС)) по результатам выборов в правление общины.